# Oposición no sistémica
En la terminología política rusa moderna, la oposición no sistémica son fuerzas de oposición que operan fuera del establishment político oficial. Alternativamente, la oposición sistémica opera en la forma de partidos políticos registrados. 
Hay dos razones principales para la existencia de la oposición no sistémica. En primer lugar, la Ley rusa sobre partidos políticos estableció originalmente un umbral alto para el registro de un partido político, siendo el mayor obstáculo el requisito de adquirir al menos 45.000 miembros. En segundo lugar, varios activistas, como Garry Kasparov y Vladimir Bukovsky, están en contra del registro, afirmando que el registro en sí mismo es un "juramento vasallo de lealtad a las autoridades".
El surgimiento de los activistas políticos no pertenecientes al sistema (y la introducción del término) siguió a las elecciones a la Duma de 2003, caracterizadas por la nueva ley extremadamente restrictiva sobre los partidos políticos. El período comprendido entre 2004 – 2012 fue testigo de oleadas de acciones políticas de masas organizadas por los movimientos de oposición. El espectro de opiniones políticas de la oposición no sistémica es extremadamente amplio, y los intentos de crear asociaciones "suprapolíticas", como La Otra Rusia, finalmente fracasaron. 
En 2007, el politólogo ruso Iván Bolshakov argumentó que el término "oposición no sistémica" no refleja ni una distancia ideológica con el partido gobernante ni una falta de aceptación de las instituciones democráticas. La oposición no sistémica se refiere a los partidos de oposición que están "excluidos" del sistema político porque carecen tanto de representación en las estructuras de poder estatal como de contactos con el grupo gobernante. Utilizan predominantemente métodos no convencionales de lucha política, disponen de recursos limitados y son especialmente activos en las redes sociales. En su opinión, gozan de poca confianza entre los ciudadanos.
En 2012, Ivan Tyutrin y Aleksandr Lukyanov, del movimiento Solidarnost, escribieron que la dicotomía sistema-no sistema había quedado obsoleta; la verdadera dicotomía debería ser si una fuerza política es no conformista o conformista con respecto al sistema político putinista. Sus argumentos son: la radicalización de cierta "oposición sistémica", la menor importancia del registro durante el período no electoral, el alivio de los obstáculos para el registro debido a las reformas de Dmitry Medvedev y los esfuerzos del establishment actual para introducir discordia en la oposición.